# Tangren Media
Tangren Media Co. Ltd. (chino= 唐人影视有限公司), previamente conocida como Chinese Entertainment Shanghai Limited (chino= 上海唐人电影制作有限公司), es una compañía china de entretenimiento y medios establecida en 1998 que proporciona inversión, producción y publicación de películas, series de televisión y dibujos animados.

## Historia
Actualmente la compañía tiene su sede en Tianjin, previamente se encontraba en Shanghái. 
Tiene sucursales/agencias en Beijing, Hengdian (chino: 横店), Hong Kong y Taiwán, y una red editorial en China, Singapur, Malasia, India, Japón, Corea, Vietnam, América, Canadá y Europa. 
También ha lanzado versiones de trabajos en chino, inglés, cantonés, coreano y otros idiomas.
En el 2018 celebraron su vigésimo aniversario (20).

## Artistas actuales

### Actores
- Hu Ge
- Han Dongjun (Elvis Han)
- Lin Yi
- Li Yu (李彧)
- Tu Nan (屠楠)

### Actrices
- Gulnazar
- Hu Bingqing
- Jin Chen (Gina Jin)
- Chen Yao
- Li Landi
- Zhang Yueyun (章乐韵)
- Chen Yu'an (陈语安)

## Antiguos artistas

### Actores
- Lin Gengxin
- Jiang Jinfu (蒋劲夫)
- Yuan Hong (袁弘)
- Sun Yizhou (孙艺洲)
- Li Sicheng (李思澄)
- Wang Yilin (王藝霖)

### Actrices
- Sun Li (孫莉)
- Guo Xiaoting (郭晓婷)
- Liu Shishi (Cecilia Liu)[2]
- Xiao Caiqi (小彩旗)
- Cya Liu (刘雅瑟, Cya Liu Ya-Se)

## Producciones

### Series de televisión
| Año  | Título                                                            | Notas                                                                                         |
| ---- | ----------------------------------------------------------------- | --------------------------------------------------------------------------------------------- |
| 2020 | Wu Xin: The Monster Killer 3                                      |                                                                                               |
| 2020 | A Dream Back to the Qing Dynasty                                  | (basada en la novela "A Dream Back to the Qing Dynasty" de Jin Zi)                            |
| 2020 | Fantasy Westward Journey (梦幻西游)                               | (basada en el videojuego "Fantasy Westward Journey")                                          |
| 2018 | Never Gone                                                        | (basada en la novela "Never Gone: So You Are Still Here" de Xin Yiwu)                         |
| 2018 | Twenties Once Again (重返20歲)                                    | (basada en la película "20 Once Again")                                                       |
| 2018 | Secret of the Three Kingdoms                                      | (basada en la novela "Secret of the Three Kingdoms" de Ma Boyong)                             |
| 2018 | Beauties in the Closet (柜中美人)                                 | (basada en la novela "Yan Zhi Zui" (胭脂醉) de Shui He)                                       |
| 2017 | Wu Xin: The Monster Killer 2                                      |                                                                                               |
| 2016 | Chinese Paladin 5                                                 | (basada en el videojuego "The Legend of Sword and Fairy 5")                                   |
| 2016 | Go! Goal! Fighting! (旋風十一人)                                  |                                                                                               |
| 2016 | The Imperial Doctress                                             |                                                                                               |
| 2016 | Legend of Nine Tails Fox                                          | (basada en "Strange Stories from a Chinese Studio" de Pu Songling)                            |
| 2015 | The Legend of Qin (秦时明月)                                      | (basada en la serie animada "The Legend of Qin")                                              |
| 2015 | Wu Xin: The Monster Killer                                        | (basada en la novela "Wu Xin: The Monster Killer" de Ni Luo (尼罗))                           |
| 2014 | Sound of the Desert                                               | (basada en la novela "Ballad of the Desert" de Tong Hua (任海燕))                             |
| 2014 | Scarlet Heart 2                                                   | (secuela de "Scarlet Heart", no está relacionada con la novela original de Tong Hua (任海燕)) |
| 2012 | Refresh 3+7                                                       | (producida en forma de una nano-película)                                                     |
| 2012 | Xuan-Yuan Sword: Scar of Sky                                      | (basado en el videojuego "Xuan-Yuan Sword")                                                   |
| 2011 | Scarlet Heart                                                     | (basada en la novela "Bu Bu Jing Xin" de Tong Hua (任海燕))                                   |
| 2010 | The Vigilantes in Masks                                           |                                                                                               |
| 2010 | A Weaver on the Horizon                                           |                                                                                               |
| 2009 | Gen Hong Ding Bai Da San Yuan (跟红顶白大三元)                    |                                                                                               |
| 2009 | Chinese Paladin 3                                                 | (basado en el videojuego "The Legend of Sword and Fairy 3")                                   |
| 2008 | The Legend of the Condor Heroes                                   | (basada en la novela "The Legend of the Condor Heroes" de Jin Yong)                           |
| 2007 | The Fairies of Liaozhai                                           | (basada en "Strange Stories from a Chinese Studio" de Pu Songling)                            |
| 2006 | Till Death Do Us Apart (別愛我)                                   | (basada en "First Love" (第一次的亲密接触) de Cai Zhiheng)                                    |
| 2006 | The Young Warriors                                                | (basada en "The Generals of the Yang Family")                                                 |
| 2006 | The Little Fairy                                                  |                                                                                               |
| 2005 | New Strange Tales of Liao Zhai (新聊斋志异)                       | (basada en "Strange Stories from a Chinese Studio" de Pu Songling)                            |
| 2005 | Phantom Lover (夜半歌声)                                          |                                                                                               |
| 2005 | The Power of Love (月亮的秘密)                                    |                                                                                               |
| 2005 | Chinese Paladin                                                   | (basado en el videojuego "The Legend of Sword and Fairy")                                     |
| 2004 | Dandelion (蒲公英)                                                | (basada en la novela "Dandelion" de Jie Yanyan)                                               |
| 2004 | Legendary Fighter: Yang's Heroine (杨门女将之女儿当自强)          |                                                                                               |
| 2003 | The Luckiest Man (天下无双)                                       |                                                                                               |
| 2003 | Westside Story (西街少年)                                         |                                                                                               |
| 2003 | Drunken Fist (醉无敌)                                             |                                                                                               |
| 2002 | Book and Sword, Gratitude and Revenge                             | (basada en la novela "The Book and the Sword" de Jin Yong)                                    |
| 2001 | Master Sleuth, Ke Lan (神探科蓝)                                  |                                                                                               |
| 2000 | Legend of Heaven and Earth, the Lotus Lantern (天地传说之宝莲灯)  |                                                                                               |
| 2000 | Legend of Heaven and Earth, the Beauty Mermaid (天地传说之鱼美人) | (basada en la novela "Yu Lan Ji" (鱼篮记))                                                    |
| 1999 | The Legendary Siblings                                            | (basada en la novela "Juedai Shuangjiao" de Ku Lung)                                          |
| 1998 | Suzhou Er Gong Chai（苏州二公差                                   |                                                                                               |

### Películas
| Año  | Título                                         | Notas |
| ---- | ---------------------------------------------- | ----- |
| 2016 | Cherry Returns (那年夏天你去了哪裡)            |       |
| 2006 | The 601st Phone Call (第601个电话)             |       |
| 2005 | Mandheling (美丽曼特宁)                        |       |
| 2004 | The Ghost Inside (疑神疑鬼)                    |       |
| 1998 | Chun Feng De Yi Mei Long Zhen (春风得意梅龙镇) |       |